# Krohn Racing
Krohn Racing – amerykański zespół wyścigowy, założony w 2006 roku przez amerykańskiego kierowcę wyścigowego Tracy Krohna, który pełni rolę kierowcy zespołu w 24-godzinnym wyścigu Le Mans]. Obecnie zespół startuje w FIA World Endurance Championship, IMSA United SportsCar Championship oraz w 24-godzinnym wyścigu Le Mans oraz w European Le Mans Series. W przeszłości ekipa pojawiała się także w stawce American Le Mans Series, Grand-Am Sports Car Series, Rolex Sports Car Series oraz Intercontinental Le Mans Cup. Siedziba zespołu znajduje się w Braselton w Georgii.